# Vitshoek
Vitshoek of de Vitshoekpolder is een oudlandpolder in de gemeente Hulst van 156 ha. De polder ligt ten noorden van Hoof- en Molenpolder en Stoofpolder en ten zuidwesten van de Eekenissepolder ten zuiden van Lamswaarde. In de polder bevindt zich de buurtschap Koelewei, ook een gedeelte van deze polder draagt deze naam. De bedijkingswerken in de polder Vitshoek zouden omstreeks 1235 zijn begonnen door de monniken van de Abdij van Boudelo. De polder behoort tot het complex: Polders tussen Lamswaarde en Hulst.

## Waternoodsramp
Bij de stormvloed van 1906 liep ook de Vitshoekpolder gevaar om te worden overstroomd. Op een getekend kaartje in de Middelburgsche Courant van 24 maart 1906 staan de polders Eeckenisse, Vitshoek, Oude Land, Hoof- en Molenpolder en Stoofpolder aangegeven met de letter U (zie afbeelding).

## Buurtschap
Tot in de jaren 30 van de 20ste eeuw werd er gesproken over een buurtschap Vitshoek. Zo zou de buurtschap tijdens de volkstelling in 1930 11 huizen en 53 inwoners bevatten. Tegenwoordig is de buurtschap verdwenen. Op de oude plaats van de buurtschap aan de Vitshoekdijk staan nog slechts 2 woningen en 2 bijgebouwen. Deze gebouwen zijn onderdeel van een zorgboerderij. Op recente kaarten wordt Vitshoek niet meer als buurtschap aangegeven. Op sommige kaarten komt het echter wel als veldnaam voor.

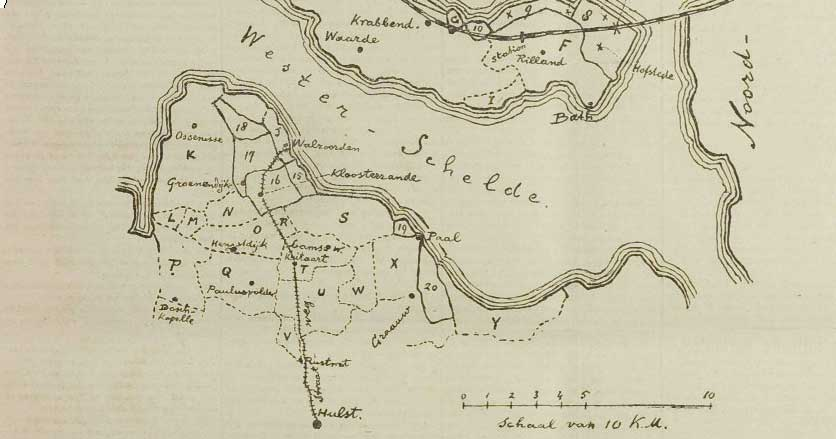
Detail van een kaartje van de overstroming in 1906. De overstroomde polders zijn met een cijfer aangegeven, de bedreigde polders met een letter. Bij de U onder meer de Eeckenissepolder.

Burghpolder · Clinge- en Kieldrechtpolders · Clingepolder · Dullaertpolder · Eekenissepolder · Graauwsche Polders · Havenpolder · Hertogin Hedwigepolder · Hoof- en Molenpolder · Hooglandpolder · Kieldrechtpolders · Kievitpolder · Kleine Molenpolder · Koningin Emmapolder · Langendampolder · Louisapolder · Mariapolder (Hulst) · Melopolder · Mispadpolder · Molenpolder (Hulst) · Nijspolder · Noordhofpolder · Oude Graauwpolder · Oudelandpolder · Polders tussen Lamswaarde en Hulst · Polders van Hontenisse en Ossenisse · Saaftingepolders · Saeftingepolder · Ser-Pauluspolder · Stoofpolder · Van Alsteinpolder · Vitshoek · Willem-Hendrikspolder · Zandpolder · Zoutepolder
Stad: Hulst

Dorpen: Clinge · Graauw · Heikant · Hengstdijk · Kapellebrug · Kloosterzande · Kuitaart · Lamswaarde · Nieuw-Namen · Ossenisse · Sint Jansteen · Terhole · Vogelwaarde · Walsoorden

Buurtschappen: Absdale · Baalhoek · Boschkapelle · Catalijnenweg · Delft · Drie Hoefijzers · Duivenhoek · De Eek · Emmadorp · Fluitershoek · Groenendijk · Halfeind · Hoefkesdijk · Hoek en Bosch · 't Hoekje · 't Jagertje · Kalverdijk · Kampen · Kamperhoek · Keizerrijk · De Knapaf/Droogedijk · Knuitershoek · Koelewei · Koningsdijk · De Kraai · Krabbenhoek · Kreverhille · Kruisdorp · Kruispolderhaven · Kruisweg · Het Lammetje · Luntershoek · Margret · Margretschedijk · Molenhoek · Molenhoek · Muggenhoek (deels) · Noordstraat · Het Oliekot · Oostdijk · Ossenhoek · Oude Kaai · Oudemolen · Oude Stoof · Paal · Patrijzendijk · Patrijzenhoek · Pauluspolder · Perkpolder · Prosperdorp · De Rape · Roskam · Roverberg · Ruischendegat · Rustwat · Saswijk · Schapershoek · Scheldevaartshoek · Schuddebeurs · Sluis/Drie Gezusters · Statenboom · Stoppeldijk (Rapenburg) · Stoppeldijkveer (deels) · Strooienstad · Tasdijk · Tivoli · Tragel · Verkorting · Vijfhoek · Vogelfort · Walenhoek · Zandberg · Zeedorp · Zeegat

Historische plaatsen: Boerenmagazijn · Eekenissepolder · Klein Kuitaart · Vitshoek

Zeeland: Steden en dorpen in Zeeland      Nederland: Provincies · Gemeenten